# 罗卡苏塞拉
罗卡苏塞拉（義大利語：Rocca Susella），是意大利帕维亚省的一个市镇。总面积12.88平方公里，人口236人，人口密度18.3人/平方公里（2009年）。国家统计（ISTAT）代码为018126。